# 우정훈
《우정훈》은 《디지몬 프론티어》의 주인공으로, 원판 이름은 칸바라 타쿠야(神原拓也).

## 소개
성우: 타케우치 준코 / 우정신 / 마이클 라이스

## 작중 행적
활발하고 열혈적인 소년으로 축구를 좋아하며 '신야'라는 남동생이 있다. 동생의 생일 파티 도중 휴대폰에 온 의문에 메일에 끌려 디지몬 세계에 오게 된다. 디지몬 시리즈 4번째 고글보이로, 역시 고글과 장갑을 끼고 있다. 생각보다는 몸이 먼저 앞서는 타입으로, 더스크몬과의 싸움에서 크게 패했을 때 너무 좌절한 나머지 디지몬의 형태로 현실세계로 돌아가 버린 적도 있다. 디지몬세계의 여행부터 고은비와 스킨십이 많았고, 그의 무릎배게를 받는 등 오파니몬의 성에서 고은비에게 고백하려다 하지 못하고 책을 찾다가 잠이 들어서 고백받지 못한다.
스피릿 변신은 불의 속성인 아그니몬, 브리트라몬, 아르다몬, 카이젤그레이몬이다.